# 福永亮次
福永 亮次（ふくなが りょうじ、1986年8月30日 - ）は、日本の元プロボクサー。大阪府高槻市出身。第43代日本スーパーフライ級王者、第38代OPBF東洋太平洋スーパーフライ級王者、元WBOアジアパシフィックスーパーフライ級王者。
角海老宝石ボクシングジム所属。かつてはエディタウンゼントジム、宮田ジムに所属していた。

## 来歴
中学卒業後、大工として働いていたが近所にエディタウンゼントジムが移転してきたことを切っ掛けに25歳からボクシングを始める。
2013年8月10日のプロデビュー戦は判定負け。
2016年スーパーフライ級新人王東軍代表として、西軍代表藤本耕太を相手に5回1分52秒TKO勝ちで全日本新人王と技能賞を獲得。
2018年6月29日にタイ・アユタヤでOPBF東洋太平洋スーパーフライ級シルバー王者コンファー・CPフレッシュマートと対戦し、10回0-3(93-97×3)判定負けで王座獲得に失敗
2020年2月14日に後楽園ホールでWBOアジアパシフィックスーパーフライ級王者フローイラン・サルダールと対戦し、7回1分40秒TKO勝ちで王座獲得に成功した 
2020年12月14日に後楽園ホールで日本スーパーフライ級王者でIBF世界同級12位の中川健太との王座統一と、アンドリュー・モロニーの返上に伴うOPBF東洋太平洋同級王座決定戦の3冠戦を行う。序盤から一歩も引かない打撃戦を繰り広げ、4回に福永がダウンを奪い、その後も壮絶な打ち合いを繰り広げ10回に福永の左で中川の腰が落ちた所でレフェリーストップによる10回2分24秒TKO勝ち。デビューから13の勝利は全てKOでWBOアジアパシフィック王座の防衛と日本・東洋太平洋王座の獲得に成功し、JBC公認の地域タイトル「日本・東洋太平洋・WBOアジアパシフィック王座」全てを獲得し日本人として4人目の3冠王者となる
。
2021年6月21日、後楽園ホールでWBOアジアパシフィックスーパーフライ級5位・日本スーパーフライ級8位の藤井貴博と対戦し、8回1分19秒TKO勝ちを収め、WBOアジアパシフィック王座は2度目、日本王座初防衛に成功した。
2021年10月2日、後楽園ホールでWBOアジアパシフィックスーパーフライ級1位・東洋太平洋スーパーフライ級7位、日本スーパーフライ級3位の梶颯と対戦し、12回2-0（115-113×2、114-114）の判定勝ちを収め、WBOアジアパシフィック王座は3度目、日本王座は2度目、OPBF王座は初防衛に成功した 。
2021年11月17日、OPBF東洋太平洋王座を返上した。これに先立ち12月28日に日本王座とWBOアジアパシフィック王座を返上。
2021年12月31日、大田区総合体育館でWBO世界スーパーフライ級王者の井岡一翔と対戦するも、12回0-3(110-118、112-116、113-115)で判定負けを喫し王座獲得に失敗した。
2022年、9年前にプロデビューを果たした8月10日にJBCに引退届を提出した。

## 戦績
- プロボクシング - 20戦15勝（14KO）5敗

| 戦           | 日付           | 勝敗 | 時間     | 内容    | 対戦相手                     | 国籍                        | 備考 |
| ------------ | -------------- | ---- | -------- | ------- | ---------------------------- | --------------------------- | --- |
| 1            | 2013年8月10日  | ★    | 4R       | 判定0-2 | 望月誠太                     | 日本 （フュチュール）       | プロデビュー戦 |
| 2            | 2013年12月15日 | ☆    | 1R 2:46  | KO      | 細川烈                       | 日本 （神拳阪神）           | |
| 3            | 2015年1月28日  | ☆    | 2R 2:52  | KO      | 嶋宮聖太                     | 日本 （八王子中屋）         | |
| 4            | 2015年5月7日   | ☆    | 1R 2:19  | KO      | 菊池大和                     | 日本 （戸高）               | 2015年東日本スーパーフライ級 新人王トーナメント予選                                                                       |
| 5            | 2015年7月15日  | ☆    | 2R 1:02  | KO      | 山本大智                     | 日本 （KTT）                | 〃 |
| 6            | 2015年9月25日  | ★    | 1R 2:06  | TKO     | 松原陵                       | 日本 （帝拳）               | 〃 |
| 7            | 2016年7月29日  | ☆    | 1R 1:17  | TKO     | 沼澤拓也                     | 日本 （ファイティング原田） | 2016年東日本スーパーフライ級 新人王トーナメント予選                                                                       |
| 8            | 2016年10月4日  | ☆    | 3R 1:03  | TKO     | 小野力也                     | 日本 （E＆Jカシアス）       | 〃 |
| 9            | 2016年11月13日 | ☆    | 3R 2:34  | KO      | 友利優貴富                   | 日本 （シュウ）             | 2016年東日本スーパーフライ級 新人王決勝戦                                                                                 |
| 10           | 2016年12月23日 | ☆    | 5R 1:52  | TKO     | 藤本耕太                     | 日本 （江見）               | 2016年全日本スーパーフライ級新人王決定戦                                                                                  |
| 11           | 2017年4月1日   | ☆    | 7R 1:10  | TKO     | 垣永嘉信                     | 日本 （帝拳）               | |
| 12           | 2017年9月13日  | ☆    | 2R 1:36  | TKO     | パティポーン・サイトーンジム | タイ                        | |
| 13           | 2018年4月26日  | ★    | 8R       | 判定1-2 | ユータ松尾                   | 日本 （ワールドスポーツ）   | |
| 14           | 2018年6月29日  | ★    | 10R      | 判定0-3 | コンファーCPフレッシュマート | タイ                        | OPBFシルバースーパーフライ級タイトルマッチ                                                                                |
| 15           | 2019年5月8日   | ☆    | 1R 2:13  | TKO     | キティポン・ジャルンボーイ   | タイ                        | |
| 16           | 2020年2月14日  | ☆    | 7R 1:40  | TKO     | フローイラン・サルダール     | フィリピン                  | WBOアジアパシフィックスーパーフライ級タイトルマッチ                                                                       |
| 17           | 2020年12月14日 | ☆    | 10R 2:24 | TKO     | 中川健太                     | 日本 （三迫）               | 日本・WBOアジアパシフィックスーパーフライ級王座統一戦 WBOアジアパシフィック防衛1 OPBF東洋太平洋スーパーフライ級王座決定戦 |
| 18           | 2021年6月21日  | ☆    | 8R 1:19  | TKO     | 藤井貴博                     | 日本 （金子）               | WBOアジアパシフィック防衛2・日本王座防衛1                                                                                 |
| 19           | 2021年10月2日  | ☆    | 12R      | 判定2-0 | 梶颯                         | 日本 （帝拳）               | WBOアジアパシフィック防衛3・OPBF防衛1・日本王座防衛2                                                                      |
| 20           | 2021年12月31日 | ★    | 12R      | 判定0-3 | 井岡一翔                     | 日本 （志成）               | WBO世界スーパーフライ級タイトルマッチ                                                                                     |
| テンプレート |                |      |          |         |                              |                             | |

## 獲得タイトル
- 第73回 東日本スーパーフライ級新人王
- 第61回全日本スーパーフライ級新人王（技能賞獲得）
- WBOアジアパシフィックスーパーフライ級王座(防衛3）
- 第43代日本スーパーフライ級王座(防衛2)
- 第38代OPBF東洋太平洋スーパーフライ級王座(防衛1=返上)

## 受賞
- プロ・アマチュア年間表彰
  - 20年度プロボクシング部門 努力・敢闘賞[19]